# Sorgerecht (international)
Sorgerecht bezeichnet im Rechtswesen, insbesondere im Familienrecht, das Recht eines Elternteils, seine biologischen oder rechtlichen Kinder im eigenen Haushalt zu versorgen, zu betreuen und zu erziehen. Strittig ist das Sorgerecht häufig bei einem Getrenntleben der Eltern, sowie in Fällen, in denen weitere Parteien – beispielsweise Behörden – Entscheidungsrechte über den Aufenthalt von Kindern ausüben.
Besondere Probleme ergeben sich, wenn Elternteile, die um das Sorgerecht für ein Kind streiten, unterschiedliche Staatsangehörigkeiten haben (vgl. Haager Übereinkommen über die zivilrechtlichen Aspekte internationaler Kindesentführung).

## Nationales

### Deutschsprachiger Raum
Zur rechtlichen Regelung der elterlichen Sorge in Deutschland, Österreich und der Schweiz siehe:
- Elterliche Sorge (Deutschland)
- Obsorge (Österreich)
- Elterliche Sorge (Schweiz)

### USA
In den Vereinigten Staaten und anderen englischsprachigen Ländern wird unterschieden zwischen „physical custody“ (vereinfachend oft „custody“, Sorgerecht in den Angelegenheiten des täglichen Lebens inklusive Aufenthaltsbestimmungsrecht) und „legal custody“ (Vertretungsmacht in schwerwiegenden Entscheidungen betreffend gesundheitliche Versorgung, Ausbildung und gesetzliche Vertretung).
Bei Ehescheidungen ordnen die Gerichte in den USA weithin das Wechselmodell (englisch joint custody) an, bei dem beide Elternteile gleichermaßen das Sorgerecht ausüben. Einige Bundesstaaten unterscheiden zwischen shared custody, bei dem die Eltern die Aufteilung des Sorgerechts selbstständig organisieren, und joint legal custody, bei dem das Gericht einen Terminplan für den Aufenthalt der Kinder vorgibt.

### Islamische Länder
Das islamische Sorgerecht unterscheidet zwischen tatsächlicher Personensorge (ḥaḍāna) und Vormundschaft (wilāya) beispielsweise in Vermögensdingen. Die Vormundschaft für das Kind liegt immer beim Vater, bei der tatsächlichen Personensorge wird nach Lebensalter unterschieden. Nach dem klassisch-islamischen Recht hat die Mutter in den ersten Jahren Anspruch auf die Personensorge für das Kind, und zwar bei Knaben bis zum Alter von etwa sieben Jahren, bei Mädchen bis zum neunten Lebensjahr. Die Mutter verliert dieses Recht jedoch durch eine Neuverheiratung (es sei denn, sie heiratet einen Verwandten des Kindes). Sowohl im Fall der Wiederheirat als auch beim Tod der Mutter geht das Personensorgerecht an die näheren weiblichen Verwandten der Mutter. Erst wenn diese ausfallen, geht es an die väterliche Familie, dort jedoch nur an die weiblichen Verwandten. Die Bevorzugung der Frau bei der Personensorge wird von den islamischen Juristen mit der größeren emotionalen Bindung der Mutter an das Kind sowie mit ihren natürlichen Fürsorgefähigkeiten gerechtfertigt. Während der Zeit, in der die Mutter ihr Personensorgerecht wahrnimmt, ist der Vater verpflichtet, Unterhalt (nafaqa) sowie Lohn für die mütterliche Sorge und eventuell auch das Stillen zu entrichten.
In einigen islamischen Ländern wurden durch Gesetzesreformen die Stellung der Mutter bei der Personensorge noch gestärkt bzw. Entscheidungen nach Maßgabe des Kindeswohls ermöglicht. Ägypten hat zum Beispiel 2005 das Personensorgerecht der Mutter für Jungen bis zur Vollendung des 15. Lebensjahres angehoben und eine Verlängerung bis zum 21. Lebensjahr auf Antrag aus Gründen des Kindeswohls ermöglicht. Nach dem marokkanischen Familiengesetzbuch von 2004 führt auch die Wiederheirat der Mutter nicht mehr automatisch zum Verlust dieses Rechts.